# Kurt Becher
Kurt Alexander Becher (* 12. September 1909 in Hamburg; † 8. August 1995 in Bremen) war ein deutscher Kaufmann und Standartenführer der SS.

## Leben
Kurt Becher wurde als Sohn eines Hamburger Kaufmanns geboren und erlernte den gleichen Beruf in der Futtermittelbranche. Bereits im Alter von 22 Jahren war er Prokurist bei einer Hamburger Firma. Als begeisterter Reiter trat er nach der Machtergreifung Adolf Hitlers 1934 in die Reiter-SS ein.
Becher war dreimal verheiratet. In erster Ehe mit Hermine Grametbauer, verwitwete Gräfin von Platen-Hallermund (1912–1949), der Sohn Thomas Becher (* 1938) starb 1967 in Langenhagen/Hannover. In zweiter Ehe mit Käte Marta Frieda Müller (1914–1959). Seine dritte Frau Ilsebill Becher war eine bekannte und erfolgreiche Dressurreiterin. Ab den 1950er Jahren wohnte er zeitweise in Bremen.  Seine Frau zog nach seinem Tod wieder nach Hamburg.

## Karriere

### 1937 bis 1945
Am 2. Juni 1937 beantragte er die Aufnahme in die NSDAP und wurde rückwirkend zum 1. Mai desselben Jahres aufgenommen (Mitgliedsnummer 4.486.195). Er kam zu Kriegsbeginn in die SS-Totenkopf-Reiterstandarte 1 unter ihrem Kommandeur Hermann Fegelein, dem späteren Ehemann von Eva Brauns Schwester Margarete.
Becher wurde bald befördert und Zugführer in der 1. Schwadron, die sich durch ihre Exekutionstätigkeit in Warschau „auszeichnete“. Durch ihre effiziente Grausamkeit bekannt geworden, wurde diese Truppe auch im Krieg gegen die Sowjetunion zur Bekämpfung von Partisanen herangezogen. Die Reitereinheit, spätere Brigade unterstand der SS-Polizeiführung im Bereich der Heeresgruppe Mitte, Erich von dem Bach-Zelewski. Bei der Partisanenbekämpfung im Gebiet der Pripjetsümpfe wurde streng nach Befehl gehandelt, welcher lautete: „Jeder Partisan ist zu erschießen. Juden sind grundsätzlich als Partisanen zu betrachten.“
Während dieser Zeit ermordete seine Einheit rund 14.000 Juden, und Becher wurde immer weiter befördert, zuerst zum 1. Ordonnanzoffizier seiner Einheit, dann zum SS-Obersturmführer (SS-Nummer 234.478). Mitte März 1942 wurde Becher als SS-Hauptsturmführer in das SS-Führungshauptamt versetzt. Dort übernahm er die Inspektion des Reit- und Fahrwesens der SS. Nach zwei weiteren Einsätzen an der Ostfront wurde ihm 1944 das Deutsche Kreuz in Gold verliehen. Er wurde bald SS-Sturmbannführer und schließlich am 30. Januar 1944 SS-Obersturmbannführer.
Nur drei Monate später, im März 1944, wurde er nach dem Einmarsch in Ungarn nach Budapest berufen, um im Auftrag der SS offiziell Ausrüstung und Pferde zu kaufen. Neben der Beschaffung von Material für die Waffen-SS ging Becher auch daran, Vermögen für die SS sicherzustellen.
In diesem Zusammenhang gelang es ihm, die Leitung des von Manfréd Weiss gegründeten Konzerns zu übernehmen. Becher hatte dabei ein leichtes Spiel, da Weiss Jude war und zu dieser Zeit die ungarischen Juden bereits systematisch verhaftet und nach Auschwitz-Birkenau deportiert wurden. Becher verhandelte nach eigenen Angaben mit dem ehemaligen Vertreter des Konzerns, Franz Chorin, der von der ungarischen Regierung verhaftet worden war. Es wurde vereinbart, dass die Mehrheitsanteile der Familie Weiss gegen eine Zahlung von 3 Millionen Reichsmark in Devisen an die SS überschrieben wurden. Als Gegenleistung durfte die Familie Weiss, die überwiegend aus Juden bestand, unter einer Zurückbehaltung von fünf Geiseln (nach anderen Angaben waren es neun), in die Schweiz und nach Portugal ausreisen. Der Vertrag dazu wurde am 17. Mai 1944 unterschrieben.
Anschließend trat Becher als Konkurrent zu Adolf Eichmann, der bereits die Kontakte aufgebaut hatte, an das jüdische Hilfskomitee in Budapest heran. Heinrich Himmler schien zu diesem Zeitpunkt bereits Interesse daran zu haben, mit jüdischen Organisationen ins Geschäft zu kommen, um so später auch eine Position für Verhandlungen mit den Alliierten aufzubauen. Er bot an, für rund 10.000 LKWs und Winterausrüstung 1 Million Juden freizulassen. Als die Verhandlungen schließlich platzten, hatte Becher den direkten Auftrag von Himmler, weiter Ausschau nach Geschäften unter der Devise „Blut gegen Ware“ zu halten. So wurden im Dezember 1944 gegen Schmuck im Wert mehrerer Millionen Schweizer Franken 1.684 „Austauschjuden“ über eine Zwischenstation im KZ Bergen-Belsen mit Ausreise in die Schweiz freigekauft, 318 von ihnen kamen schon im August 1944, also kurz nach dem Attentat auf Hitler, in die Schweiz. Bei mehreren Treffen mit Saly Mayer, dem Vorsitzenden des Schweizerischen Israelitischen Gemeindebundes, wurde im Herbst 1944 die Freilassung dieser Häftlingsgruppe aus Bergen-Belsen verhandelt. Mittler war der Ungar Rudolf Kasztner. Becher wurde am 1. Januar 1945 zum SS-Standartenführer ernannt.
Becher baute sich mit den Verhandlungen langsam eine Position auf, die ihn nach dem Krieg in einem günstigeren Licht erscheinen lassen sollte. Seine Uneigennützigkeit bei den Verhandlungen war lange Jahre ein Thema. Doch scheint es aus heutiger Sicht, dass Becher systematisch an seiner Nachkriegslegende gearbeitet hat. Schließlich wurde er am Ende des Krieges, am 9. April 1945, noch zum „Reichssonderkommissar für sämtliche Konzentrationslager“ ernannt. Praktisch hatte er zu diesem Zeitpunkt jedoch keinen Einfluss mehr auf die Geschehnisse in den Lagern. Doch Becher nutzte die Zeit, um sich auf das Kriegsende vorzubereiten.

### Nachkriegszeit
Im Mai 1945 wurde Kurt Becher durch die amerikanischen Militärbehörden in Nürnberg inhaftiert. Zwar wurde er bei den Nürnberger Prozessen als Zeuge vernommen, aber nicht persönlich angeklagt. Der Anklage entging Becher damals in erster Linie durch die Aussage Kasztners, seines Verhandlungspartners aus der Zeit in Budapest. Becher blieb in Deutschland von jeder weiteren Anklage verschont, sagte aber im Eichmann-Prozess vor dem Bremer Amtsgericht aus. Becher weigerte sich nach Israel zu kommen, da er fürchten musste, dort selbst als Kriegsverbrecher verhaftet zu werden. Durch seine Zeugenaussagen zum Eichmann-Prozess in Jerusalem 1961 sowie im Prozess gegen Hermann Krumey und Otto Hunsche in Frankfurt am Main 1964 kam Becher noch einmal zu öffentlicher Aufmerksamkeit.
In Deutschland konnte Kurt A. Becher weiter seinen Geschäften nachgehen und baute sich mehrere Handelsfirmen auf, darunter auch das ungarische Unternehmen Monimpex GmbH, das bis zur Wende den bundesdeutsch-ungarischen Agrarhandel abwickelte. Er wurde ein wohlhabender Geschäftsmann in Bremen und leitete die Bremer Getreide- und Futtermittelbörse. Nach 1960 war er einer der reichsten Männer in West-Deutschland mit einem geschätzten Vermögen von 30 Millionen US-$.
In den 1980er Jahren geriet Becher zuletzt in die Schlagzeilen, weil er für einen hohen Posten in der deutschen Wirtschaft vorgeschlagen wurde, den er jedoch wegen seiner Vergangenheit in der NS-Zeit nicht antreten konnte. Becher war als „Gesellschafter bzw. Geschäftsführer Im- und Export sowie Kraftfutterw.“ tätig und Vorsitzender des Bremer Vereins Getreide-Futtermittel-Importeure und Großhändler. Zudem hatte er Aufsichts- und Beiratsmandate.
In revisionistischen Kreisen wird Becher oft als Zeuge genannt, wenn es um die Relativierung von Opferzahlen in den Konzentrationslagern ging. Andererseits war er einer der wenigen, die von Himmlers Versuchen wussten, mit den Alliierten ins Gespräch zu kommen und so einen Sonderfrieden abzuschließen. Bis zum Ende seines Lebens war Becher daher auch immer Ziel diverser Spekulationen. Er wohnte zuletzt in Bremen in der Blumenthalstraße und starb 1995 im Alter von 86 Jahren als reicher Mann, ohne je für seine Taten vor Gericht gestanden zu haben. Er wurde auf dem Riensberger Friedhof beigesetzt.
Eine mittelständische Handelsfirma in Bremen trägt weiterhin seinen Namen. Diese wurde am 28. Juni 1949 beim Amtsgericht Bremen eingetragen.

## Verfilmungen
- Lebende Ware, Spielfilm, DDR, 1966, Regie: Wolfgang Luderer[19]
- Zug um Zug – Budapest 1944, Spielfilm, Deutschland, 2005, Regie: Axel Brandt, Elias Perrig, Bertram von Boxberg[20]